# Ilir Jaçellari
Ilir Jaçellari, född den 7 juli 1970 i Lushnja i Albanien, är en albansk skådespelare. Han är bäst känd för sina roller i ACAB – All Cops Are Bastards och Balancing Act.
Hans tidigaste studier var i måleri och skådespeleri och han var elev vid samma skola och tidpunkt som Faslli Haliti och Gjergj Lala. Hans första framträdanden ägde rum i hemorten.
Ilir Jaçellari är son till författaren Halil Jaçellari.

## Filmografi
| År        | Film                                            | Roll                        |
| --------- | ----------------------------------------------- | --------------------------- |
| 2005      | L'orizzonte degli eventi                        | Scagnozzo                   |
| 2006      | La squadra (TV-serie)                           | Ismail Vorpsi               |
| 2005–2007 | Rome (TV-serie)                                 | Solder                      |
| 2007      | L'uomo della carità                             | Uomo Albanese               |
| 2007      | Il capitano (TV-serie)                          | Killer Slavo                |
| 2008      | Questa è la mia terra vent'anni dopo (TV-serie) | Scagnozzo                   |
| 2009      | Alma                                            |                             |
| 2010      | The Last in Paradise (TV-film)                  | Mariano                     |
| 2010      | Donna detective (TV-serie)                      | Misha                       |
| 2011      | Eclissi di fine stagione (Kortfilm)             |                             |
| 2011      | Dov'è mia figlia? (TV-serie)                    | Nomade                      |
| 2012      | ACAB – All Cops Are Bastards                    | Molestatore al parco        |
| 2012      | Ti stimo fratello                               | Ladro di macchina           |
| 2012      | Balancing Act                                   | Senzatetto ubriaco          |
| 2014      | Un medico in famiglia (TV-serie)                | Cristian                    |
| 2014      | Il commissario Rex (TV-serie)                   | Guardaspalle "Albansk boss" |
| 2014      | L'Oriana (TV-film)                              | Grekisk officer             |
| 2015      | Canile (TV-film)                                | Operaio                     |

### Fotnoter
1. ↑  ”ILIR JACELLARI - Artist”. celesteprize.com. http://www.celesteprize.com/member/idu:69068/. Läst 22 juni 2014.
2. 1 2 3  ”Ilir Jacellari - IMDb”. imdb.com. https://www.imdb.com/name/nm2661064/. Läst 22 juni 2014.
3. ↑  ”Ilir Jacellari - Biografia - Movieplayer.it”. movieplayer.it. http://movieplayer.it/personaggi/ilir-jacellari_211985/biografia/. Läst 22 juni 2014.